# Justin Dowell
Justin Dowell (Virginia Beach, 5 de enero de 2000) es un deportista estadounidense que compite en ciclismo, en la modalidad de BMX estilo libre.
Ganó tres medallas en el Campeonato Mundial de Ciclismo Urbano entre los años 2018 y 2024. Adicionalmente, consiguió cuatro medallas en los X Games.
Participó en dos Juegos Olímpicos de Verano, ocupando el octavo lugar en Tokio 2020 y el séptimo en París 2024, en la prueba de parque.

## Palmarés internacional
| Campeonato Mundial | Campeonato Mundial | Campeonato Mundial | Campeonato Mundial |
| Año                | Lugar              | Medalla            | Competición        |
| ------------------ | ------------------ | ------------------ | ------------------ |
| 2018               | Chengdu (China)    | Medalla de oro     | Parque             |
| 2022               | Abu Dabi (EAU)     | Medalla de plata   | Parque             |
| 2024               | Abu Dabi (EAU)     | Medalla de bronce  | Parque             |

| X Games de Verano | X Games de Verano               | X Games de Verano | X Games de Verano    |
| Año               | Lugar                           | Medalla           | Prueba               |
| ----------------- | ------------------------------- | ----------------- | -------------------- |
| 2022              | Chiba (Japón)                   | Medalla de plata  | Parque               |
| 2022              | California (Estados Unidos)     | Medalla de plata  | Parque               |
| 2025              | Salt Lake City (Estados Unidos) | Medalla de oro    | Parque               |
| 2025              | Salt Lake City (Estados Unidos) | Medalla de plata  | Parque – Mejor truco |